# Coryne fucicola
Coryne fucicola is een hydroïdpoliep uit de familie Corynidae. De poliep komt uit het geslacht Coryne. Coryne fucicola werd in 1866 voor het eerst wetenschappelijk beschreven door de Filipi. 